# كريستيان خافيير
كريستيان خافيير (بالإنجليزية: Kristian Javier) هو لاعب كرة قدم بريطاني في مركز الوسط، ولد في 6 أبريل 1996 في أتلانتا في الولايات المتحدة. لعب مع Peachtree City MOBA ‏.